# Whitby (Ontario)

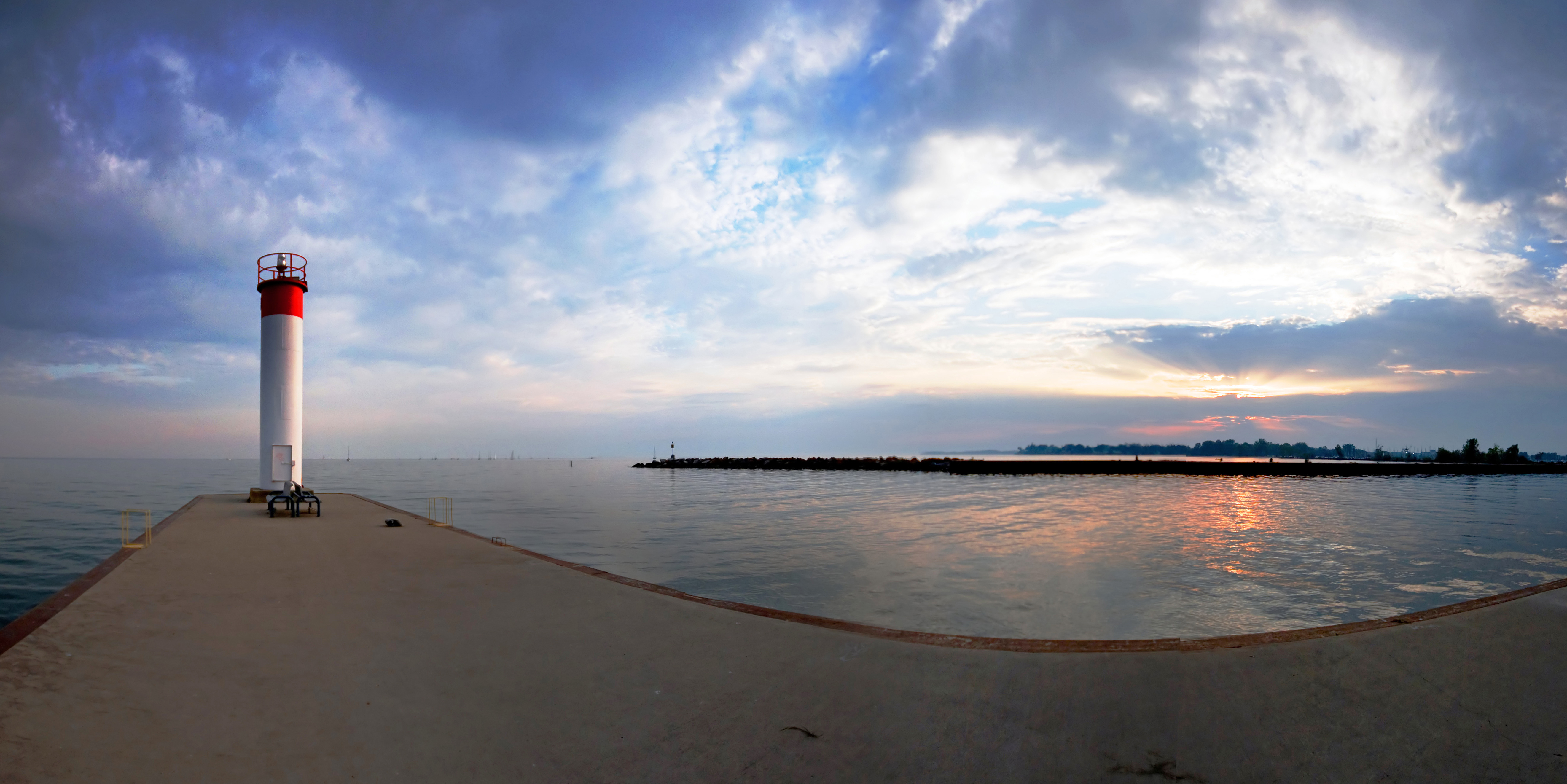
Whitby Hafen

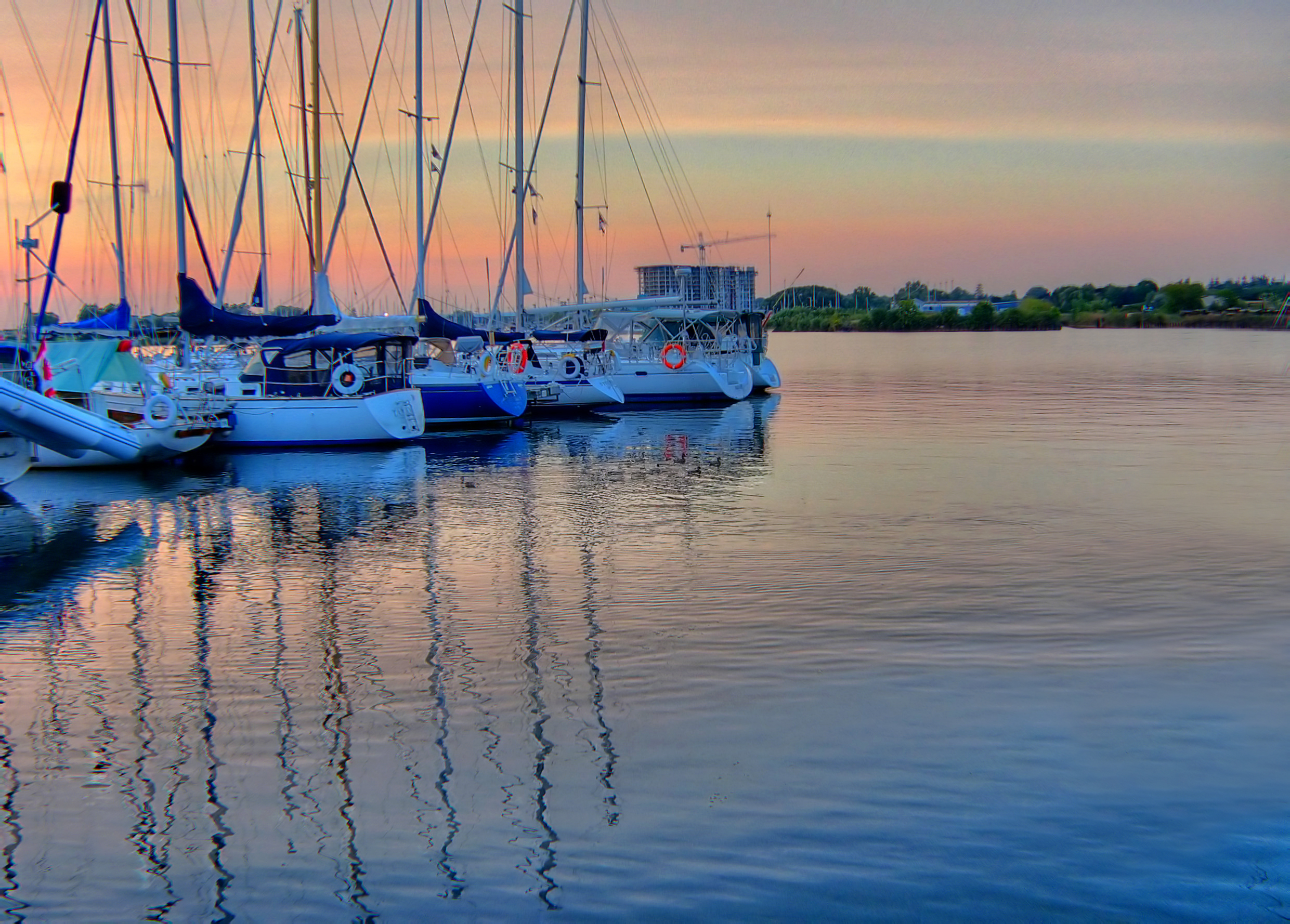
Boote/Yachten im Whitby Hafen

Whitby ist eine Stadt in der Durham Region, in der kanadischen Provinz Ontario. Whitby befindet sich im südlichen Ontario, östlich von Toronto und nördlich vom Ontariosee. Die Bevölkerungszahl beträgt 128.377 (Stand: 2016). In Whitby befindet sich der Hauptverwaltungssitz der Durham Region.
Der nördliche Teil der Gemeinde wird von der in Ost-West-Richtung verlaufende Hügelkette der Oak Ridges-Moräne durchzogen.

## Geschichte
Whitby Township (heute: The Town of Whitby) wurde nach der Hafenstadt Whitby in der englischen Grafschaft North Yorkshire benannt. Die ersten Siedler siedelten sich offiziell 1792 an. Die Siedler aus dem Norden von England benannten die Städte östlich von Toronto nach den nordöstlichen Städten in England wie z. B. York, Scarborough, Pickering, Whitby und Darlington. Ursprünglich stammt der Name „Whitby“ aus dem Dänischen.
Während des Zweiten Weltkriegs befand sich in Whitby ein Camp X – eine Hochsicherheits- und Spionage-Trainingseinrichtung, die von William Stephenson eingerichtet wurde. Die Gebäude wurden jedoch seitdem abgerissen. An den Standort erinnert ein Gedenkstein, den Ontarios Vizegouverneur John Black Aird im Jahr 1984 errichten ließ.
1947 fand in Whitby die 4. Weltmissionskonferenz statt.

## Einwohnerentwicklung
Wie in der gesamten Durham Region verzeichnete auch Whitby eine rasche Einwohnerzahlsteigerung. Im Jahr 2006 zählte man 111.184 Einwohner im direkten Vergleich zu den Statistiken aus dem Jahr 2001 (87.413) entspricht dies einem Wachstum von 27,2 % in fünf Jahren. Seit 1986 hat sich die Bevölkerungszahl von 45.819 bis zum Jahr 2001 auf 87.413 nahezu verdoppelt. Das mittlere Einkommen der Einwohner betrug im Jahr 2005 ca. 84.215 US-Dollar, welches sich über dem der normalen Haushalte befindet.

## Wirtschaft
Aufgrund der Nähe zu Toronto und anderen größeren Städten in der Region, arbeiten die meisten Einwohner in den dort ansässigen Unternehmen. General Motors Canada ist der größte Arbeitgeber in der Durham Region mit seinem Produktionswerk in Oshawa. Nachdem die Pick-upproduktion infolge der Krise aufgegeben wurde, werden dort heute der Chevrolet Camaro und der Chevrolet Impala produziert.
In Whitby direkt befindet sich das Stahlunternehmen Gerdau S.A., daneben betreibt LCBO ein großes Lagerhaus. Des Weiteren haben die Unternehmen Patheon, Johnson Controls, Lear Corporation, Automodular Assemblies, McGraw-Hill Ryerson sowie andere Unternehmen ihren Sitz in Whitby.

## Verkehrsanbindung
Der Highway 401 zieht sich durch das südliche Ende von Whitby. Des Weiteren finden sich die Highways 407, 35, 115 in der Nähe und verbinden die Stadt sehr gut an die Nachbarstädte.
Vier Zugverbindungen fahren durch Whitby. Die Verbindung Toronto-Montreal, Hauptverbindung der Canadian National Railway und der Canadian Pacific Railway, passieren östlich und westlich die Stadt. Des Weiteren verbindet eine weitere Canadian Pacific Linie von Toronto nahe Havelock den Norden von Whitby. VIA Rail führt durch Whitby, doch die nächste Station befindet sich in Oshawa. Das Unternehmen GO Transit betreibt eine nahezu stündliche Verbindung zu anderen größeren Städten mit seiner Lakeshore East Line. Eine Haltestelle befindet sich in der Innenstadt.

## Bildung
Die Schulen in Whitby stehen unter der Aufsicht des Durham District School Boards. Ende 2008 gab es 18 Grundschulen und sechs weiterführende Schulen in Whitby. Daneben gibt es in Whitby acht katholische Grundschulen und zwei weiterführende Schulen. Des Weiteren hat die Trafalgar Castle School ihren Sitz in der Stadt. Das ist eine private weiterführende Schule von der Klasse 5–12 und bereitet somit auf ein Universitätsstudium vor. In Whitby betreibt auch das Durham College eine Niederlassung und bietet verschiedene Lehrgänge an. Der Hauptcampus des Durham Colleges befindet sich in Oshawa, wie auch das University of Ontario Institute of Technology.

## Persönlichkeiten

### Söhne und Töchter der Stadt
- Daniel Hunter McMillan (1846–1933), Politiker, Vizegouverneur von Manitoba
- May Irwin (1862–1938), Sängerin und Schauspielerin
- Hamar Greenwood, 1. Viscount Greenwood (1870–1948), britischer Politiker
- James Logan (* 1933), Eishockeyspieler
- Andrew Martin (1975–2009), Wrestler
- David Ayres (* 1977), Eishockeytorwart
- Tom Lawson (* 1979), Eishockeytorwart
- Melissa Molinaro (* 1982), Schauspielerin, Sängerin, Tänzerin und Model
- Paul Ranger (* 1984), Eishockeyspieler
- Jadea Kelly (* 1986), Sängerin, Songwriterin und Gitarristin
- Victor Oreskovich (* 1986), Eishockeyspieler
- Liam Reddox (* 1986), Eishockeyspieler
- James Neal (* 1987), Eishockeyspieler
- John Hughes (* 1988), Eishockeyspieler
- Louke Oakley (* 1989), Eishockeyspieler
- Kelita Zupancic (* 1990), Judoka
- Dyshawn Pierre (* 1993), Basketballspieler
- Jessica Klimkait (* 1996), Judoka
- Pierce Lepage (* 1996), Zehnkämpfer
- Jonah Gadjovich (* 1998), Eishockeyspieler
- Cole Perfetti (* 2002), Eishockeyspieler

### Mit Whitby verbunden
- Joe Nieuwendyk (* 1966), Eishockeyspieler
- Anne Ottenbrite (* 1966), Schwimmerin
- Gary Roberts (* 1966), Eishockeyspieler
- Adam Foote (* 1971), Eishockeyspieler
- Keith Primeau (* 1971), Eishockeyspieler
- k-os (* 1972), Rapper, Songwriter und Musikproduzent
- Wayne Primeau (* 1976), Eishockeyspieler
- Priscilla Lopes-Schliep (* 1982), Hürdenläuferin

### Musikbands
- Protest the Hero (gegründet 1999), Progressive-Metal-Band